# Den amerikanske nat
Den amerikanske nat er en fransk film fra 1973 instrueret af François Truffaut.

## Synopsis
I Victorine studierne ved Nice starter instruktøren Ferrand optagelserne af en kærlighedsfilm. Meget hurtigt viser det sig, at den kærlighed, der udvikler sig under optagelserne, er mindst lige så dramatisk som den, filmen skal handle om.

## Medvirkende
- Jacqueline Bisset: Julie
- Valentina Cortese: Severine
- Dani: Liliane
- Alexandra Stewart: Stacey
- Jean-Pierre Aumont: Alexandre
- Jean Champion: Bertrand
- Jean-Pierre Léaud: Alphonse
- François Truffaut: instruktøren Ferrand
- Nike Arrighi: Odile
- Nathalie Baye: Joelle
- Maurice Seveno: TV Reporter
- David Markham: Doktor Nelson

## Efterfølger
I 1989 lavede Niels Malmros filmen Århus by Night, som anses for, at være tematisk beslægtet til Den amerikanske nat.

## Andet
Filmens originaltitel henviser til et fransk filmudtryk, der dækker over den lyssætning, man anvender, når man skal illudere natoptagelser.